# Чима (Кордова)
Чима (исп. Chimá) — город и муниципалитет на севере Колумбии, на территории департамента Кордова.

## История
Поселение, из которого позднее вырос город, было основано 14 января 1777 года доном Антонио де Ла-Торре-и-Мирандой. Муниципалитет Чима был выделен в отдельную административную единицу в 1951 году.

## Географическое положение

Муниципалитет Чима

Город расположен на северо-востоке департамента, в пределах Прикарибской низменности, к востоку от озера Сьенага-Оя-де-Леон, на расстоянии приблизительно 45 километров к северо-востоку от города Монтерии, административного центра департамента. Абсолютная высота — 8 метров над уровнем моря.
Муниципалитет Чима граничит на северо-западе с территорией муниципалитета Момиль, на северо-востоке — с муниципалитетом Тучин, на востоке — с муниципалитетом Сан-Андрес-де-Сотавенто, на юге — с муниципалитетом Сьенага-де-Оро, на юго-западе — с муниципалитетами Сан-Пелайо и Которра, на западе — с муниципалитетом Лорика. Площадь муниципалитета составляет 336,68 км².

## Население
По данным Национального административного департамента статистики Колумбии, совокупная численность населения города и муниципалитета в 2015 году составляла 15 018 человек.
Динамика численности населения муниципалитета по годам:
| 2005   | 2006   | 2007   | 2008   | 2009   | 2010   | 2011   | 2012   | 2013   | 2014   | 2015   |
| ------ | ------ | ------ | ------ | ------ | ------ | ------ | ------ | ------ | ------ | ------ |
| 13 639 | 13 773 | 13 900 | 14 031 | 14 178 | 14 326 | 14 456 | 14 601 | 14 742 | 14 886 | 15 018 |

Согласно данным переписи 2005 года мужчины составляли 52,3 % от населения Чимы, женщины — соответственно 47,7 %. В расовом отношении индейцы составляли 73,2 % от населения города; белые и метисы — 24,5 %; негры, мулаты и райсальцы — 2,3 %.
Уровень грамотности среди всего населения составлял 77,8 %.

## Экономика
Основу экономики Чимы составляют сельское хозяйство и рыболовство.
41 % от общего числа городских и муниципальных предприятий составляют предприятия торговой сферы, 38 % — промышленные предприятия, 21 % — предприятия сферы обслуживания.